# Sweet Pain
"Sweet Pain" är en låt av KISS från deras fjärde studioalbum, Destroyer (1976). Låten är skriven av Gene Simmons.